# أسرار أرسين لوبين
أسرار أرسين لوبين، او اعترافات أرسين لوبين، بالفرنسية (Les Confidences d'Arsène Lupin)، مجموعة قصص قصيرة من تأليف موريس لوبلان تتناول مغامرات أرسين لوبين، ظهرت لأول مرة مجزأة في مجلة Je sais tout بين أبريل/نيسان 1911 إلى غاية فبراير/شباط 1913 قبل أن تنشر مجمعة في يونيو/حزيران 1913 ويعاد نشرها في 1918 و1933 مع حذف بعض القصص.
تتخذ هذه المجموعة شكل حوار بين لوبين وصديقه "أنا"، حيث يعترف لوبين بمغامراته المتنوعة. بعد روايته 813، عاد موريس لوبلان إلى قصص أكثر خفة وأقرب في الأسلوب إلى تلك التي ضمتها مجموعته الأولى أرسين لوبين، اللص النبيل.
عند نشر القصص الثلاث الأخيرة في البداية، لم تحمل عنوان "اعترافات أرسين لوبين". من المحتمل أن المجموعة المزمعة لم تكن تتضمنها، وأن موريس لوبلان كان ينوي دمجها في مجموعة أخرى. لكن بسبب انشغاله بمشاريع كتابة أخرى أكثر أهمية (روايات)، قرر إضافتها في اللحظة الأخيرة إلى المجموعة التي كانت ستُنشر عن دار لافيت... إلا إذا كان الأمر مجرد خطأ طباعي من قبل العاملين في Je sais tout، بالنظر إلى قلة عدد القصص التي حملت هذا العنوان.
تمت إعادة إصدار المجموعة في عام 1918 ثم في عام 1933، مع حذف بعض القصص. بين 26 يوليو و24 أكتوبر 1921، نُشرت اعترافات أرسين لوبين على شكل حلقات مسلسلة في Le Journal du Loiret.
في تسلسل مغامرات أرسين لوبين، وضع موريس لوبلان هذه القصص قبل الإبرة المجوفة و813. نجد في هذه القصص أرسين لوبين في بداياته، مليئًا بالسحر والنجاح في أصعب المواقف (مثل الفخ الجهنمي الذي يحمل حكمته: "ما أجمل أن تكون شابًا وسيمًا!...") أو في حل الألغاز المستعصية (مثل علامة الظل ووشاح الحرير الأحمر).

## المحتوى
| عنوان القصة         | تاريخ النشر الأول           | العنوان الأصلي            |
| ------------------- | --------------------------- | ------------------------- |
| ألعاب الشمس         | 15 أبريل/نيسان 1911         | Les Jeux du soleil        |
| خاتم الزواج         | 15 مايو/آيار 1911           | L'Anneau nuptial          |
| علامة الظل          | 15 يونيو/حزيران 1911        | Le Signe de l'ombre       |
| الفخ الجهنمي        | 15 يوليو/تموز 1911          | Le Piège infernal         |
| وشاح الحرير الأحمر  | 15 أغسطس/آب 1911            | L'Écharpe de soie rouge   |
| الموت الذي يحوم     | 15 سبتمبر/أيلول 1911        | La Mort qui rôde          |
| زواج أرسين لوبين    | 15 نوفمبر/تشرين الثاني 1912 | Le Mariage d'Arsène Lupin |
| عود من القش         | 15 يناير/كانون الثاني 1913  | Le Fétu de paille         |
| إيديث في عنق البجعة | 15 فبراير/شباط 1913         | Édith au cou de cygne     |

## الترجمة العربية
- اعترافات أرسين لوبين، دار النجمة للنشر والتوزيع، ٢٠٢٤.
- اعترافات ارسين لوبين، ترجمة اسراء يونس، الرواق للنشر والتوزيع، ٢٠٢٢.[2]
- اعترافات ارسين لوبين (قصتين فقط: ألعاب الشمس وخاتم الزواج).[3][4]
- L'Anneau nuptial ترجمة بعنوان دبلة الزواج ونشرت مع قصص أخرى ضمن مجموعة «ذو الوجهين» مكتبة معروف.
- Le Signe de l'ombre ترجمة بعنوان إشارة في الظلام ونشرت مع قصص أخرى ضمن مجموعة «عودة أرسين لوبين» مكتبة معروف.[5]
- L'Écharpe de soie rouge ترجمة بعنوان لغز الاشارب الأحمر ونشرت مع قصص أخرى ضمن مجموعة «عودة أرسين لوبين» مكتبة معروف.[5]
- Le Mariage d’Arsène Lupin ترجمة بعنوان زواج أرسين لوبين ونشرت مع قصص أخرى ضمن مجموعة «ذو الوجهين» مكتبة معروف.
- Édith au cou de cygne ترجمة بعنوان أدريث العنقاء ونشرت مع قصص أخرى ضمن مجموعة «السرقة العجيبة» مكتبة معروف.[6]

## روابط خارجية
باللغة الفرنسية
- نص القصص كاملا للقراءة على ويكي مصدر.